# Радунич
Радунич (хорв. Radunić) — населений пункт у Хорватії, в Сплітсько-Далматинській жупанії у складі громади Муч.

## Населення
Населення за даними перепису 2011 року становило 86 осіб.
Динаміка чисельності населення поселення: